# 中國國民黨臺灣省黨部
中國國民黨臺灣省黨部，正式名稱為中國國民黨臺灣省委員會，是中國國民黨曾經存在的地方黨部。最早于1943年4月在福建省漳州市成立中央直属台湾党部，1943年11月部址迁设于福建省永安縣文龙村复兴堡。省党部最高领导职务为主任委員。

## 历史
1941年3月，翁俊明主持成立“中国国民党台湾党部筹备处”。1942年秋，在江西省泰和县开办台湾党务工作人员训练班，培养台籍干部；对外称“韶关战地服务训练班”。1943年3月10日，中国国民党中央组织部决定正式成立‘直属台湾党部’。1943年4月1日，直属台湾党部在漳州市陆安东路98号“中正医院”正式宣告成立。1943年7月26日，直属台湾党部成员在漳州邹氏宗庙内举行秘密的宣誓就职典礼。1945年9月，中国国民党第六届中央执行委员会常务委员会第十次会议决定，直属台湾党部改称“台湾省党部”。2000年9月29日，因應中國國民黨組織改造，臺灣省黨部撤銷，地方黨務及輔選工作移交中央組工會。

## 历任省黨部主任委員
| 姓名     | 在任期間                    | 附註             |
| -------- | --------------------------- | ---------------- |
| 翁俊明   | 1940年9月-1943年11月18日    |                  |
| 林忠     | 1943年11月18日-1944年4月    | 书记长，代主委   |
| 箫宜增   | 1944年4月-1945年10月        | 代书记长兼代主委 |
| 李翼中   | 1945年10月-1947年10月       |                  |
| 丘念台   | 1947年10月-1949年5月        |                  |
| 陈诚     | 1949年5月-1950年4月         |                  |
| 鄧文儀   | 1950年4月-1950年10月        |                  |
| 倪文亞   | 1950年10月-1951年5月        |                  |
| 上官業佑 | 1951年5月-1954年1月         |                  |
| 郭澄     | 1954年1月-1958年1月         |                  |
| 任覺五   | 1958年1月-1959年6月         |                  |
| 上官業佑 | 1959年6月-1962年12月        |                  |
| 薛人仰   | 1962年12月-1968年7月        |                  |
| 李煥     | 1968年8月-1972年5月         |                  |
| 梁永章   | 1972年5月-1976年8月         |                  |
| 王唯农   | 1976年8月-1978年1月         |                  |
| 潘振球   | 1978年1月-1979年2月         |                  |
| 宋時選   | 1979年2月-1984年6月         |                  |
| 關中     | 1984年6月-1987年3月         |                  |
| 劉兆田   | 1987年3月-1987年11月        |                  |
| 馬鎮方   | 1987年11月-1989年12月       |                  |
| 王述親   | 1989年12月-1992年2月        |                  |
| 林豐正   | 1992年2月-1993年3月         |                  |
| 涂德錡   | 1993年3月-1994年3月         |                  |
| 鍾榮吉   | 1994年3月16日-1995年5月10日 |                  |
| 吴挽澜   | 1995年5月10日-1996年6月12日 |                  |
| 洪德旋   | 1996年6月12日-1998年3月     |                  |
| 陳庚金   | 1998年3月-2000年9月         |                  |